# بیمه دی
شرکت بیمه دی با بیش از 20 سال سابقه فعالیت در صنعت بیمه کشور از طریق جذب نیروهای متخصص و اتخاذ راهبردی مدرن و برنامه ریزی دقیق در حال ارائه خدمات بیمه ای متنوع به اقشار مختلف جامعه میباشد.بر اساس صورت های مالی سال ۱۴۰۳ منتشر شده در سایت کدال، رتبه چهارم فروش بیمه نامه در بین شرکت های خصوصی بیمه ای را به خود اختصاص داده است.
در حال حاضر بیش از دو میلیون بیمه شده در سراسر کشور که قریب به 11.5 در صد بازار بیمه درمان تکمیلی را شامل می شوند، خدمات بیمه ای خود را از شرکت بیمه دی دریافت نموده و به همین منظور ، این شرکت زیر ساخت فناوری مناسبی را از طریق همکاری گسترده با مراکز طرف قرار داد (بیش از 9.900 مرکز ) به گونه ای فراهم نموده است که بیمه شدگان بدون نیاز به معرفی نامه کتبی ، خدمات درمانی خود را به صورت آنلاین از این مراکز دریافت می دارند.
همچنین ، در سال 1398 به انتخاب سازمان مدیریت صنعتی، شرکت بیمه دی به عنوان رتبه نخست در گروه موسسات بیمه ای و رتبه سی و هفتم در بین صد شرکت برتر ایرانی برگزیده گردید و از منظر دو شاخص فروش و بهره وری کلیه عوامل در بین تمام شرکت های ایرانی در سال‌های 1398 و 1399 در جایگاه اول قرار گرفت..

## شعار سازمانی
شعار سازمانی بیمه دی «باشما برای جبران» است.

## اطلاعات سازمانی
شرکت بیمه دی (سهامی عام) در سال ۱۳۸۳ با اخذ مجوز رسمی از بیمه مرکزی ایران و شورای عالی بیمه ، با شماره ثبت ۲۴۱۵۱۱ در اداره ثبت شرکت های تهران به منظور ارائه خدمات بیمه‌ای در رشته‌های مختلف به ثبت رسید. این شرکت با بهرمندی از کارشناسان متخصص و متبحر صنعت بیمه و همچنین گسترش شبکه فروش خود در تمامی نقاط کشور با سرلوحه قراردادن شعار تعهد، تخصص و نوآوری به طور مستمر سعی مطلوب به بیمه‌گذاران خود را نموده است.

## ترکیب سهام‌داران
- شرکت تعاونی مسکن کارکنان بانک دی ۱۹/۲۱٪
- بانک دی ۱۵٫۷۸٪
- شرکت آتیه سازان امید نسل امروز ۶/۵۹٪
- سازمان اقتصادی کوثر ۶/۲۱٪
- شرکت آتیه‌سازان دی ۹٫۶۰٪
- صندوق سرمایه‌گذاری ارزش آفرینان ۳/۴۸٪
- مؤسسه اندوخته شاهد حقوقی ۱/۸۸٪
- شرکت سرمایه‌گذاری ساختمانی ارزش زمان ۱/۱۹٪
- شرکت سرمایه‌گذاری دارویی بهیان پرمون ۱/۱۱٪
- سایر سهام‌داران حقیقی و حقوقی ۳۴/۹۵٪